# Kamala
Pour les articles homonymes, voir Kamala (homonymie).
Kamala est une localité du nord-est de la Côte d'Ivoire, appartenant au département de Bondoukou, district du Zanzan, région du Gontougo. La localité de Kamala est un chef-lieu de commune.